# 深水裸頭魚
深水裸頭魚（學名：Asquamiceps velaris），為輻鰭魚綱黑头鱼目黑頭魚科的其中一種，為溫帶海水魚，分布於全球各大海域，棲息深度0-3660公尺，體長可達17.4公分，棲息在中層水域，生活習性不明。

## 扩展阅读
維基物種上的相關：深水裸頭魚